# Eredivisie 1981-82
La Eredivisie 1981-82 fue la 26.ª temporada de la liga de máximo nivel en los Países Bajos. Ajax ganó su 12.ª Eredivisie y su 20.º título de campeón de los Países Bajos.

## Tabla de posiciones
| Pos | Equipo           | PJ | PG | PE | PP | GF  | GC | Pts | DG  | Notas                         |
| --- | ---------------- | -- | -- | -- | -- | --- | -- | --- | --- | ----------------------------- |
| 1   | AFC Ajax         | 34 | 26 | 4  | 4  | 117 | 42 | 56  | +75 | Copa de Europa.               |
| 2   | PSV Eindhoven    | 34 | 24 | 3  | 7  | 81  | 38 | 51  | +43 | Copa de la UEFA.              |
| 3   | AZ '67           | 34 | 21 | 5  | 8  | 74  | 40 | 47  | +34 | Recopa de Europa.             |
| 4   | HFC Haarlem      | 34 | 17 | 8  | 9  | 57  | 41 | 42  | +16 | Copa de la UEFA.              |
| 5   | FC Utrecht       | 34 | 17 | 5  | 12 | 56  | 38 | 39  | +18 | Copa de la UEFA.              |
| 6   | Feyenoord        | 34 | 13 | 12 | 9  | 61  | 59 | 38  | +2  |                               |
| 7   | FC Groningen     | 34 | 14 | 9  | 11 | 68  | 58 | 37  | +10 |                               |
| 8   | Sparta Rotterdam | 34 | 13 | 10 | 11 | 61  | 48 | 36  | +13 |                               |
| 9   | Roda JC          | 34 | 15 | 6  | 13 | 60  | 53 | 36  | +7  |                               |
| 10  | Go Ahead Eagles  | 34 | 13 | 9  | 12 | 58  | 49 | 35  | +9  |                               |
| 11  | NAC              | 34 | 12 | 9  | 13 | 42  | 48 | 33  | -6  |                               |
| 12  | FC Twente        | 34 | 13 | 5  | 16 | 50  | 58 | 31  | -8  |                               |
| 13  | NEC              | 34 | 11 | 8  | 15 | 41  | 62 | 30  | -21 |                               |
| 14  | Willem II        | 34 | 10 | 7  | 17 | 50  | 64 | 27  | -14 |                               |
| 15  | PEC Zwolle       | 34 | 8  | 10 | 16 | 45  | 69 | 26  | -24 |                               |
| 16  | MVV Maastricht   | 34 | 6  | 11 | 17 | 35  | 70 | 23  | -35 | Descenso a la Eerste Divisie. |
| 17  | FC Den Haag      | 34 | 4  | 5  | 25 | 29  | 82 | 13  | -53 | Descenso a la Eerste Divisie. |
| 18  | De Graafschap    | 34 | 3  | 6  | 25 | 29  | 95 | 12  | -66 | Descenso a la Eerste Divisie. |

PJ = Partidos jugados; PG = Partidos ganados; PE = Partidos empatados; PP = Partidos perdidos; GF = Goles a favor; GC = Goles en contra; Pts = Puntos; DG = Diferencia de goles